# 玛格丽特·米德电影节
玛格丽特·米德电影节（英語：Margaret Mead Film Festival）是美国历史最悠久的国际纪录片电影节，由美国自然历史博物馆主办，每年11月在纽约举行。电影节组委会每年从来自全世界的千余部作品中挑选出三十多部影片展映，题材一般与人文、自然和历史相关。

## 历史
玛格丽特·米德电影节是为纪念人类学开拓者玛格丽特·米德在美国自然历史博物馆工作50年而设立，1977年为首届。